# Olegario Víctor Andrade
Olegario Víctor Andrade (Alegrete, Rio Grande do Sul, Brasil, 6 de març de 1839 – Buenos Aires, Argentina, 30 d'octubre de 1882) va ser un poeta, periodista i polític argentí d'origen brasiler.

## Biografia
Era fill de Mariano Andrade, de Santa Fe, qui exercia com a jutge de pau, i de Marta Burgos (d'Entre Ríos). A causa de diferències polítiques entre el seu pare i el govern, han d'abandonar l'Argentina rumb al Brasil, on neix Olegario, el major de tres germans. Poc després d'haver nascut, tornen a l'Argentina, on s'estableixen en Gualeguaychú, ciutat on transcorreria tota la seva infància i joventut. Queda orfe de pare i mare a molt primerenca edat (1847) i es fa càrrec dels seus dos germans menors, Wenceslao i Úrsula.
Va estudiar en el Col·legi de Concepció de l'Uruguai, Entre Ríos, on es va mostrar dotat per a la literatura i la polèmica.
En 1848, als nou anys, Olegario desperta a l'escola l'atenció del delegat del governador Justo José de Urquiza, el coronel Rosendo María Fraga, per l'habilitat que posseïa per a la literatura i el porta a recomanar-lo davant el governador, qui disposarà immediatament vetllar per la continuació dels seus estudis.
Seria company en el Col·legi de l'Uruguai de grans figures que arribarien a destacar-se en la vida política nacional: Onésimo Leguizamón, Julio Argentí Roca, Victorino de la Plaça, Benjamín Basualdo i Eduardo Wilde entre d'altres.
En acabar els estudis oficials, es casa amb la uruguaiana María Eloísa González Quiñones (1857), amb qui va tenir cinc fills: Agustina, considerada la principal poetessa entrerriana del segle xix, Eloísa, Mariano, Olegario i Lelia.
Urquiza, llavors governador de la província, li va oferir viatjar a Europa per completar la seva formació, al costat de Juan Bautista Alberdi, que era llavors ministre de la Confederació Argentina. Andrade va rebutjar l'oferta i es va dedicar al periodisme a Entre Ríos.
Des de 1859 es va destacar per la seva ploma i als 21 anys va ser nomenat secretari personal del president de la Nació, Santiago Derqui. Per aquesta mateixa època va començar a redactar columnes donant suport a la causa federal a El Pueblo Entrerriano, de Gualeguaychú; el 1864 va fundar el seu propi mitjà, El Porvenir, en el qual criticava la política portenya i sobretot la Guerra del Paraguai. L'any 1866 va publicar un intel·ligent fullet, titulat Las dos políticas: consideraciones deactualidad, on explicava la divergència entre els interessos de Buenos Aires i els de l'interior del país.
El president Bartolomé Mitre va ordenar l'any següent la clausura de El Porvenir, la qual cosa va motivar Andrade a mudar-se a Buenos Aires per publicar El Pueblo Argentino. Va col·laborar amb Carlos Guido i Spano i Agustín de Vedia en la redacció de La Amèrica, en suport a la candidatura presidencial d'Urquiza. Dirigiria després La Tribuna Nacional, a més d'ensenyar història clàssica en el Col·legi Nacional de Buenos Aires. L'any 1878 va ser elegit diputat nacional i reelecte tres anys més tard.
Va ser poeta de caràcter líric i èpic, encara que va publicar poc. Les obres èpiques van abordar els mateixos temes de la història nacional que havia tractat com a periodista. Possiblement els seus millors versos puguem trobar-los en les seves obres El nido de cóndores i Prometeo.
Les seves restes es troben al cementiri de la Recoleta, i un bust seu es troba al Jardí dels Poetes d'El Rosedal de Buenos Aires.

## Obres
- El nido de cóndores (1881)
- El arpa perdida
- Prometeo
- Atlántida
- San Martín (1878)

### Assajos
- Las dos políticas (1886)